# Sarcophaga kolomyietzi
Sarcophaga kolomyietzi är en tvåvingeart som beskrevs av Artamonov 1980. Sarcophaga kolomyietzi ingår i släktet Sarcophaga och familjen köttflugor. Inga underarter finns listade i Catalogue of Life.